# フランクストン

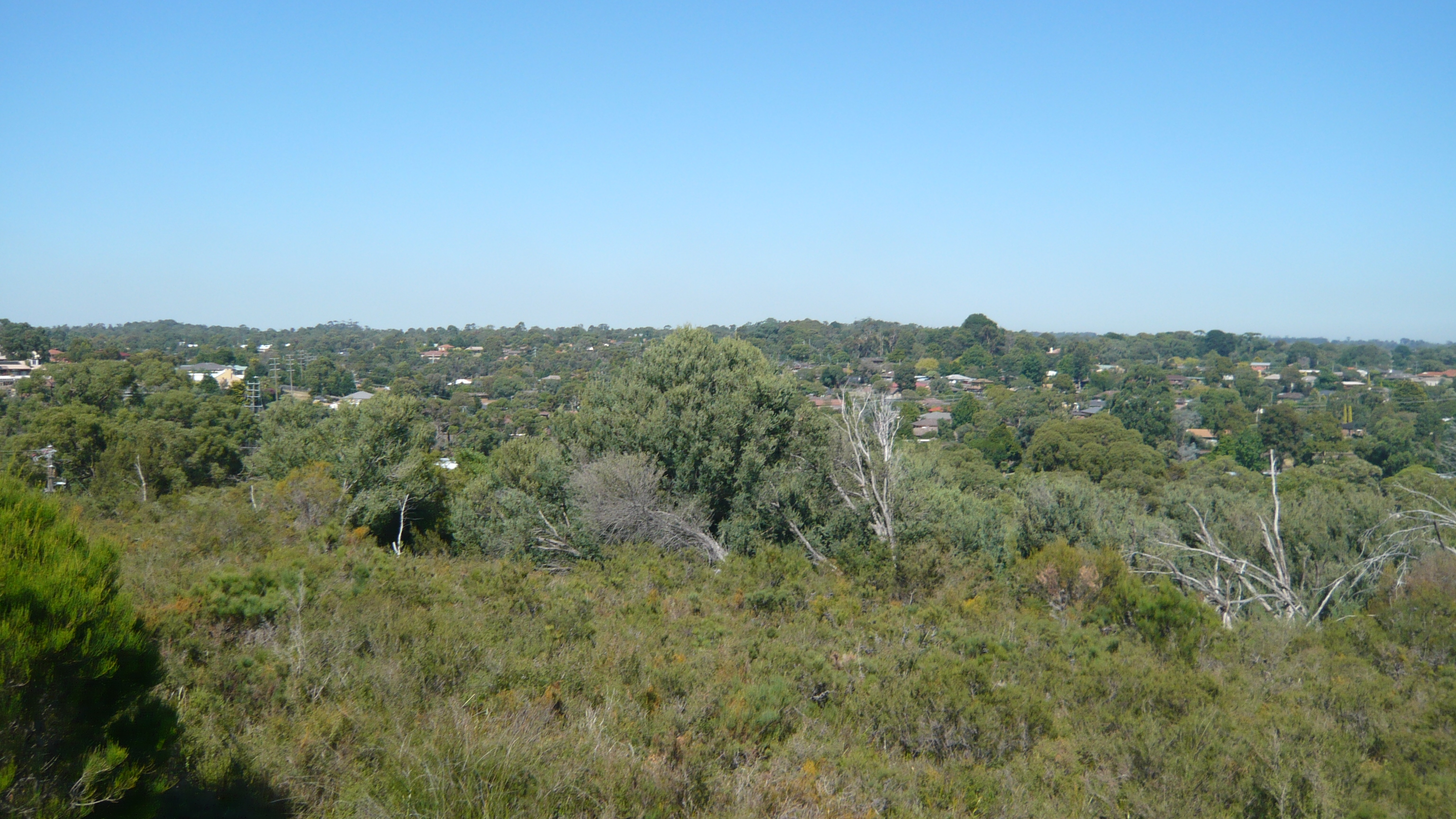
フランクストン

フランクストン（英: Frankston）は、オーストラリアのビクトリア州にある都市。メルボルン都市圏に含まれる。

## 概要
ポートフィリップ湾の東海岸の南に位置し、メルボルンからは約40km離れている。人口は3万6097人（2016年オーストラリア統計局）。鉄道はフランクストン駅まで電化されているため、メルボルンの通勤電車はこの駅で折り返す。

## 対外関係

### 姉妹都市･提携都市
姉妹都市
- 裾野市（日本国 中部地方 静岡県）